# Каотун

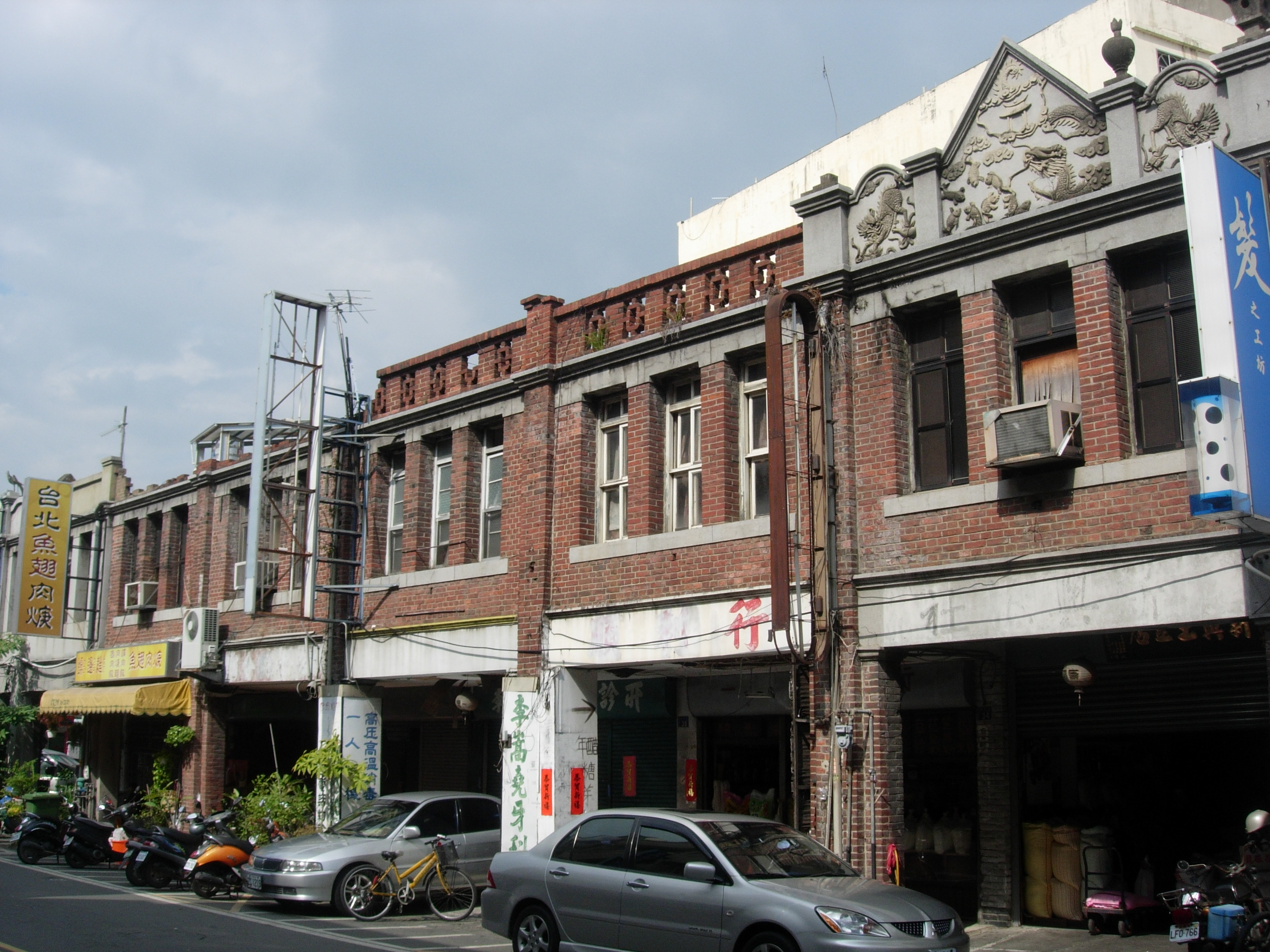
Старе місто Каотуну

Каотун — містечко на північному заході повіту Наньтоу, Тайвань. Це найбільше містечко на Тайвані за чисельністю населення.

## Історія
Ця територія історично була відома як Чхау-є-тун (草鞋墩), а теперішня назва була прийнята під японським правлінням у 1920 році.

## Адміністративний поділ
Містечко складається з 27 сіл: Бейші, Бейтоу, Біфен, Бічжоу, Дуйхе, Фуляо, Фусін, Хепін, Цзялао, Мінчжен, Наньпу, Піндін, Пінлін, Шанлінь, Шаньцзяо, Шичуань, Шуандун, Тучен, Синькуо, Сіньфен, Сіньчжуан, Яньфен, Юйфен, Юші, Чжуншань, Чжун'юань і Чжунчжен.

## Освіта
- Технологічний університет Нань Кай

## Туристичні пам'ятки
- Каотунський нічний ринок
- Цзюцзюфень
- Село часів Тайваню
- Художній музей Юсю

## Транспорт
Найближча залізнична станція до Каотуну — станція Юаньлінь Тайванської залізничної адміністрації в окрузі Чанхуа.
Маршрут 108 міського автобуса Тайчжун добирається до Технологічного університету Нань Кай.

## Знатні вихідці
- Се Мін'юй, співак і автор пісень
- Цай Пінкун, заступник мера Тайбея
- У Дуньї, віце-президент Республіки Китай (2012-2016)